# Neocatolaccus varicornis
Neocatolaccus varicornis is een vliesvleugelig insect uit de familie Pteromalidae. De wetenschappelijke naam is voor het eerst geldig gepubliceerd in 1915 door Dodd.